# Championnat d'Angleterre de football de troisième division
L'English Football League League One (abrégé EFL League One) est depuis août 2004 le nom de la troisième division du championnat d'Angleterre de football.

## Historique

### Football League Third Division(1920-1992)
- Football League Third Division (1920-1921)

La troisième division voit le jour en 1920-1921 lors de l'absorption de la Southern League (fondée en 1894) par la Football League.
- Football League Third Division South et North (1921-1958)

Dès la saison suivante, une Division 3-Nord est mise en place.
- Football League Third Division (1958-1992)

Modification en 1958 avec constitution d'une Division 3 à poule unique et d'une Division 4, également à poule unique.

### Football League Second Division(1992-2004)
En 1993, avec la scission provoquée par la création du Premiership, la D3 devient la Division Two (« Division 2 »).

### Football League One(depuis 2004)
En août 2004, la deuxième division prend une nouvelle dénomination : Football League Championship ou tout simplement le Championship. La troisième division devient alors la « League One ».
Afin d'ouvrir le troisième ticket de promotion, quatre clubs, classés 3e, 4e, 5e et 6e, s'affrontent en fin de saison en barrages de promotion avec demi-finales et finale. À l'opposé, les quatre derniers du classement sont relégués en quatrième division, aujourd'hui appelée la League Two.

## Couverture médiatique
Sky Sports retransmet actuellement en direct des matches de la troisième division, dont les meilleurs moments sont retransmis sur BBC One dans l'émission The Football League Show, qui évoque aussi les seconde et quatrième divisions anglaises.

## Palmarès depuis 2004
| Saison    | Champion                    | Vice-champion       | Vainqueur des playoffs |
| --------- | --------------------------- | ------------------- | ---------------------- |
| 2004-2005 | Luton Town (1)              | Hull City           | Sheffield Wednesday    |
| 2005-2006 | Southend United (1)         | Colchester United   | Barnsley FC            |
| 2006-2007 | Scunthorpe United (1)       | Bristol City        | Blackpool FC           |
| 2007-2008 | Swansea City (1)            | Nottingham Forest   | Doncaster Rovers       |
| 2008-2009 | Leicester City (1)          | Peterborough United | Scunthorpe United      |
| 2009-2010 | Norwich City (1)            | Leeds United        | Millwall FC            |
| 2010-2011 | Brighton & Hove Albion (1)  | Southampton         | Peterborough United    |
| 2011-2012 | Charlton Athletic (1)       | Sheffield Wednesday | Huddersfield Town      |
| 2012-2013 | Doncaster Rovers (1)        | AFC Bournemouth     | Yeovil Town            |
| 2013-2014 | Wolverhampton Wanderers (1) | Brentford FC        | Rotherham United       |
| 2014-2015 | Bristol City (1)            | MK Dons             | Preston North End      |
| 2015-2016 | Wigan Athletic (1)          | Burton Albion       | Walsall FC             |
| 2016-2017 | Sheffield United (1)        | Bolton Wanderers    | Millwall FC            |
| 2017-2018 | Wigan Athletic (2)          | Blackburn Rovers    | Rotherham United       |
| 2018-2019 | Luton Town (2)              | Barnsley FC         | Charlton Athletic      |
| 2019-2020 | Coventry City (1)           | Rotherham FC        | Wycombe Wanderers      |
| 2020-2021 | Hull City (1)               | Peterborough United | Blackpool FC           |
| 2021-2022 | Wigan Athletic (3)          | Rotherham United    | Sunderland AFC         |
| 2022-2023 | Plymouth Argyle (2)         | Ipswich Town        | Sheffield Wednesday    |
| 2023-2024 | Portsmouth (1)              | Derby County        | Oxford United          |
| 2024-2025 | Birmingham City (1)         | Wrexham AFC         | Charlton Athletic      |

## Clubs participant à l'édition 2025-2026
| Equipe              | Ville               | Stade                        | Entraineur         |
| ------------------- | ------------------- | ---------------------------- | ------------------ |
| AFC Wimbledon       | Londres (Wimbledon) | Plough Lane                  | Johnnie Jackson    |
| Barnsley            | Barnsley            | Oakwell                      | Conor Hourihane    |
| Blackpool           | Blackpool           | Bloomfield Road              | Neil Crichley      |
| Bolton Wanderers    | Bolton              | University of Bolton Stadium | Steven Schumacher  |
| Bradford City       | Bradford            | Valley Parade                | Graham Alexander   |
| Burton Albion       | Burton upon Trent   | Pirelli Stadium              | Martin Paterson    |
| Cardiff City        | Cardiff             | Cardiff City Stadium         | Brian Barry-Murphy |
| Doncaster Rovers    | Doncaster           | Keepmoat Stadium             | Grant McCann       |
| Exeter City         | Exeter              | St. James Park               | Gary Caldwell      |
| Huddersfield Town   | Huddersfield        | John Smith's Stadium         | Jon Worthington    |
| Leyton Orient       | Londres (Leyton)    | Brisbane Road                | Richie Wellens     |
| Lincoln City        | Lincoln             | Sincil Bank                  | Michael Skubala    |
| Luton Town          | Luton               | Kenilworth Road              | Matt Bloomfield    |
| Mansfield Town      | Mansfield           | Field Mill                   | Nigel Clough       |
| Northampton Town    | Northampton         | Sixfields Stadium            | Jon Brady          |
| Peterborough United | Peterborought       | London Road                  | Darren Ferguson    |
| Plymouth Argyle     | Plymouth            | Home Park                    | Tom Cleverley      |
| Port Vale           | Burslem             | Vale Park                    | Andy Crosby        |
| Reading             | Reading             | Madejski Stadium             | Noel Hunt          |
| Rotherham United    | Rotherham           | New York Stadium             | Steve Evans        |
| Stevenage           | Stevenage           | Broadhall Way                | Alex Revell        |
| Stockport County    | Stockport           | Edgeley Park                 | Dave Challinor     |
| Wigan Athletic      | Wigan               | DW Stadium                   | Ryan Lowe          |
| Wycombe Wanderers   | High Wycombe        | Adams Park                   | Mike Dodds         |

## Anciens logos

Ancien logo (jusqu'en 2010)
Ancien logo (de 2010 à 2013)
Ancien logo (2013-2016)
Ancien logo (2016-2020)
Logo actuel (depuis 2020)